# Гельська ліга

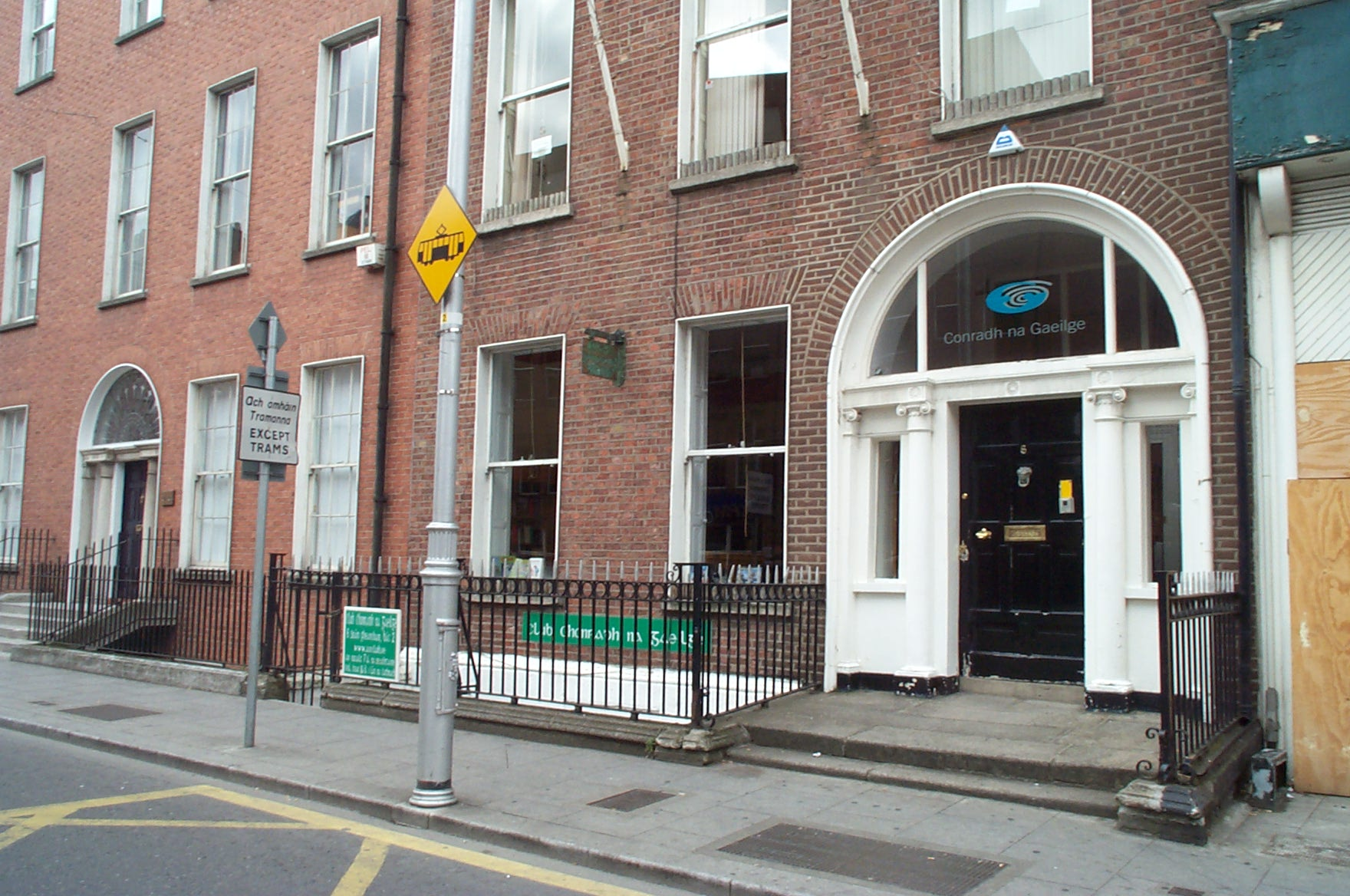
Штаб-квартира Гельської ліги, Дублін

53°20′14″ пн. ш. 6°15′47″ зх. д. / 53.33718° пн. ш. 6.26315° зх. д.
Ґельська Ліга (ірл. Conradh na Gaeilge) — організація, створена «для збереження ірландської мови, якою спілкуються в Ірландії».

## Історія
Була заснована в Дубліні 31 липня 1893 року Дугласом Гайдом за участі Юджина О'Гроуні, Еойна Макнейла, Люка Волша й інших. Функціонери Ліги з числа інтелігентів-націоналістів вперше почали випускати літературу й газети ірландською мовою (перша газета мала назву An Claidheamh Soluis — Меч Світла), заснували «ірландські» школи, спеціальні танцювальні курси.
Ліга сприяла створенню Національного ірландського університету (1909). До його складу входили кафедри кельтської археології, історії Ірландії, ірландської мови та літератури.

## Сучасність
Під егідою Ґельської ліги наразі проводяться:
- Тиждень ірландської мови
- щорічний фестиваль Oireachtas[3]
- Молодіжна Гельська ліга[4]
- Комісія з ірландських танців
- Ірландськомовне радио Ri-Ra [Архівовано 21 липня 2011 у Wayback Machine.].